# Mawar Eva de Jongh
Mawar Eva de Jongh is een in Nederland geboren acteur, model en zanger en vooral bekend in Indonesië.

## Filmografie

### Film
| Jaar | Titel                                    | Rol                | Productie                         |
| ---- | ---------------------------------------- | ------------------ | --------------------------------- |
| 2017 | Promise                                  | Salsabila          | Screenplay Films Legacy Pictures  |
| 2017 | London Love Story 2                      | Elena              | Screenplay Films                  |
| 2018 | Tumbal: The Ritual                       | Nira               | MK Pictures                       |
| 2018 | Serendipity                              | Rani               | Virgo Putra Film                  |
| 2019 | Bumi Manusia                             | Annelies Mellema   | Falcon Pictures                   |
| 2019 | Sin                                      | Ametta Rinjani     | Falcon Pictures                   |
| 2020 | #TemanTapiMenikah2                       | Ayudia Bing Slamet | Falcon Pictures                   |
|      | Buya Hamka                               | Kulsum             | Starvision Plus Falcon Pictures   |
|      | Miracle in Cell No. 7                    | Kartika Dewasa     | CJ Entertainment Falcon Pictures  |
|      | Patriot Taruna: Virgo and The Sparklings | Carmine            | Screenplay Productions Bumilangit |

### Soaps
| Jaar | Titel                            | Rol        | Productie              |
| ---- | -------------------------------- | ---------- | ---------------------- |
| 2016 | Elif Indonesia                   | Carlina    | Screenplay Productions |
| 2016 | Haji Belajar Ngaji               | Indah      | Screenplay Productions |
| 2016 | Super Puber                      | Dania      | Screenplay Productions |
| 2017 | Pesantren & Rock n' Roll: Reborn | Rumi       | Screenplay Productions |
| 2018 | Dia yang Tak Terlihat            | Kania/Audy | MNC Pictures           |

## Discografie

### Singles
| Titel                          | Jaar | Hoogste positie             |
| Titel                          | Jaar | Billboard Indonesia Top 100 |
| ------------------------------ | ---- | --------------------------- |
| "Heartbeat" (met Julian Jacob) | 2018 | -                           |
| "Lebih Dari Egoku"             | 2019 | 2                           |
| "Sedang Sayang Sayangnya"      | 2020 | 2                           |
| "Ruang Rindu"                  | 2020 | -                           |